# 古人類学
古人類学（こじんるいがく、英語：paleoanthropology）は形質人類学（自然人類学）から派生した学問領域で、特に霊長目内からヒト（ホモ・サピエンス）への進化の系譜の過程の解明を中心に、その過程にあったと思われるヒト科の生態を研究する学問。広い意味では古生物学に属するが、古生物学と考古学の隙間を埋める学問ともいえる。

## 歴史
古人類学は、人類を含めた生物は進化する、という前提に立ったものであるから、進化の観念が認められた上で成立する。ヨーロッパ中世では、偶然発見された古生代の人間大の両生類化石が、ノアの洪水で死んだ罪深い人間の遺骨だ、と解釈されたという有名な逸話があるが、科学的視点に立脚した古人類学の発祥は、進化論が理解されつつあった19世紀半ばと考えてよい。
ダーウィンが進化論を発表する3年前の1856年、ドイツのデュッセルドルフ近郊のネアンデル谷（ネアンデルタール、Neanderthal）で、多少不足する部分はあるが非常によく保存された人骨化石が見つかり、多くの学者が研究し、論陣を張った。まだ進化について殆ど理解されていない時期であったので、先史時代の人類の骨だとする説の他にも、ナポレオン戦争（1812年）の戦死者の骨であるとか、クル病の老人のものであるといった意見も多かった。
1859年にダーウィンが『種の起源』を著した。『種の起源』は生物一般の進化について述べており、人間についてはわずかに「人の起源と歴史の上にも光が投げかけられるだろう」と述べるにとどまったが、影響を受けたトマス・ハクスリーが1863年に『自然における人間の位置』で、1871年にはダーウィンが『人間の由来と性淘汰』で人間の祖先や進化について論じた。これらは古人類学の最も古い科学的考察である。
それ以降、ヨーロッパ各地でネアンデルタール人類やクロマニョン人類の化石人骨が続々と発掘され、19世紀末にはアジアでジャワ原人が、20世紀に入ると北京原人やアウストラロピテクスの化石も発見されて、次第に人類進化の概略が明らかになってきた。
第2次世界大戦後には、疑惑の化石であったピルトダウン人が、フッ素含有量の測定から捏造である事が明らかにされ、古人類学に化学が応用された例となったが、注目すべきは、第2次世界大戦前後から長足の進歩を遂げた原子物理学の成果である。それまでは、化石や文化遺物の年代は推定によるしか知る方法がなかったが、放射性同位元素により絶対年代を知ることが可能になった（放射年代測定）。炭素14法、カリウム-アルゴン法、さらにフィッショントラック法、熱ルミネッセンス法などが開発され、化石の絶対年代が明確になった。20世紀後半には分子生物学の発展の寄与が大きく、DNA解析や分子時計の手法により、古人類の系統はさらに明らかにされつつある。

## 古人類学上の主な発見・業績

### ラマピテクスの発見
1932年、インドでラマピテクスの下顎の骨が発見された。上顎骨と下顎骨の一部分しかない不完全なものであったが、推定される歯列は放物線形であった。類人猿の歯列はU字形であるが人類のそれは放物線を描く。この事から、ラマピテクスは類人猿からヒトへとつながる生物と考えられた。さらに調査の結果、ラマピテクスの生息年代は1400万年前と判断され、この時期がヒトと他の類人猿との分岐と考えられるようになった。すなわち、ヒトは早くから現生類人猿とは別の系統を歩んでいたという事である。しかし1982年に完全な頭骨が新たに発見されオランウータンの系統であることが明らかになり、歯列の形の推定も誤っていた事がわかった。

### アウストラロピテクスの発見
1924年に、レイモンド・ダートが南アフリカでアウストラロピテクスの化石（アウストラロピテクス・アフリカヌス）を発見する。ダートはヒトと類人猿の中間である猿人の化石であると主張したが、発表当時は否定された。しかし、1930年代から1940年代にかけてロバート・ブルームらによりアウストラロピテクスの化石が発見されると、アウストラロピテクスがヒトと類人猿の中間に位置すると考えられるようになった。
アウストラロピテクス・アフリカヌスが認知されると、ラマピテクス→アウストラロピテクスのラインでヒトへと進化していったという仮説が主流となっていった。しかしこの仮説での進化系譜ではアウストラロピテクス・アフリカヌスとヒトとの関係が極めて曖昧であった。
同じく南アフリカでアウストラロピテクス・ロブストス（パラントロプス・ロブストス）が発見された。これはアフリカヌスより新しい150万年から200万年前の地層から見つかった。ところがロブストスの頭骨は大きく左右に張り出し、頭頂部を前後に走る「矢状稜（しじょうりょう）」と呼ばれる高まりさえあった。これはオスゴリラに典型的に見られる、強度に発達した側頭筋（下顎を動かす筋肉）が付着する場所であり、ヒトと大きく離れてしまう。

### ホモ・ハビリスの発見
タンザニアでホモ・ハビリスの化石が発見され、1964年に学術報告された。脳の容量は650mlとアウストラロピテクス属より大きくヒトに近い形態であった。生息時期は150万年前から200万年前程度と推定されたが、化石の年代判定に疑問が持たれ、ラマピテクス→アウストラロピテクス祖先説は崩れることは無かった。
しかし、1972年にケニアで脳容量750mlを持つホモ・ハビリスが発見される。化石の年代判定も200万年前と推定された。これでラマピテクス→アウストラロピテクス祖先説は大きく揺らぐことになる。

### 分子時計
1967年、ビンセント・サリッチとアラン・ウィルソンが抗原たんぱく質の分子配列の差からヒトやゴリラ、チンパンジーなどとの分子配列の差異を求め、分子が進化の過程で起こる突然変異で並び順が変わる確率から生物間の分岐時代を推定する分子時計を拡張した。分子時計によるとヒトとチンパンジーとの分岐が起きたのは400万年前から500万年前という、ラマピテクスのいた1400万年前より遥かに最近の出来事であるとなる。しかしこの値は当時の常識とあまりにかけ離れていたため、すぐに受け入れられることはなかった。
1984年、イェール大学の鳥類学者チャールズ・シブリーとジョン・アールクィストがDNA - DNA分子交雑法を用い、チンパンジーと最も近縁なサル類はゴリラではなくヒトであることを突き止めた。
さらに、ラマピテクスの研究が進むとラマピテクスはヒトの祖先ではなくオランウータンの祖先であるという可能性が強まった。

### アウストラロピテクス・アファレンシスの発見
1974年、エチオピアでアウストラロピテクス・アファレンシスの化石群が発見された。そのうちの一体（ルーシー）は、頭蓋骨だけでなく全身の骨の約40%程度が発見された。骨格からアファレンシスが直立二足歩行が可能であり、骨盤の形がヒトとチンパンジーの中間であると確認された。またアファレンシスは約350万年前の地層から見つかり、アフリカヌスより古い物であることが分かった。

### ミトコンドリア・イブ
1981年、イギリスのフレデリック・サンガーらは、ヒトのミトコンドリアDNA（mt-DNA）の配列パターンを完全に決定した。彼らはミトコンドリアDNAから分子時計を求めたが、やはりヒトとチンパンジーの分岐を400万年前程度と認めた。
1987年、アメリカのアラン・ウィルソンらは更にヨーロッパ、アフリカ、アジア、オーストラリア、アメリカの147人のミトコンドリアDNAを使って調査を行った結果を公表した。論理上、共通の女系祖先がいることは明らかであり、問題は「いつ頃存在したか」であった。その結果、人類の共通の女系祖先は14万年前から29万年前のアフリカにいたことがわかった。またアフリカ人同士の配列が一番遠く、アフリカから離れるにつれて配列が近くなっていくことから、現生のヒトはアフリカでそれまで考えられていたよりも近い時期に誕生し、世界各地に進出していったというアフリカ単一起源説を強く支持するもので、他の遺伝子研究報告や化石の発見と相まって有力視されるようになっていく。その後男性のY染色体についても分析が行われ、全Y染色体の最も近い共通祖先は20万年前から30万年前に存在していたと見られるようになった。

### アウストラロピテクス・アファレンシス以前
分子時計によると、ヒト科の動物が分岐したのは約500万年前から700万年前と推定している。アウストラロピテクス・アファレンシス以前の化石が長い間見つかっていなかったため400万年前までの期間はミッシング・リンクと呼ばれていた。
しかし、1990年代にはいるとミッシング・リンクを埋める化石が発見されるようになった。
1992年から1993年にかけて日本とアメリカの調査隊が、エチオピアでアルディピテクス・ラミドゥス (Ardipithecus ramidus) を発見。約440万年前のものだったが、その後の調査で、約580万年前のアルディピテクス・カダッバの化石も見つかる。
さらに、2000年12月4日にフランスのブリジット・スニュ (Brigitte Senut) らがケニアのトゥゲン・ヒル (Tugen Hill) で約600万年前の猿人化石を発見。これはオロリン・トゥゲネンシス (Orrorin tugenensis) と名づけられた。オロリンとは現地の言葉で最初のヒトという意味。

## 現在論じられている人類進化説

### アフリカサバンナ起源説
現在もっとも支持されている説。分子時計の解析からも有力であるとされている。
約1000万年前までアフリカ大陸は、広大な熱帯雨林に覆われていた。しかし同時期から、ヒマラヤ山脈が造山活動を活発化しはじめた。ヒマラヤ山脈にぶつかった風は上昇して、アフリカ北部に乾燥した空気を運ぶようになった。このためサハラ砂漠が形成されるようになった。また、グレート・リフト・バレー（大地溝帯）がアフリカ東部に形成され、インド洋から吹き込む湿った風を遮断するようになった。これにより、熱帯雨林が急速にサバンナ化を始めた。
サバンナ化により、類人猿の主たる食糧である果実を提供する広葉樹の数が激減した。このため、果実を得るために木から木へ地面に一度下りて移動する必要性に迫られた。

### 多地域人類進化説
北京原人やジャワ原人の存在を根拠に、アフリカで進化した原人がそのまま他の大陸へ移動。そこで、ヒト（新人）へと各地で進化を遂げたという説。北京原人はモンゴロイドに、ジャワ原人はオーストラロイドに、ネアンデルタール人はコーカソイドに進化したと考える。分子時計解析によりネアンデルタール人はホモ・サピエンスとは別系統の種であるとの結果が出るなど、反証が増えつつある。

### アクア説（水生類人猿説）
ヒトの体毛が頭部を除いて極端に少ないこと、体脂肪が多いことなどの水棲ほ乳類との共通点に着目し、ヒトに進化した猿人（または類人猿）は水辺を生息圏に半水棲生活をしていたとする仮説。非人類学者には支持する者もあるが、学術的な検証に耐えない所が多く、積極的に肯定する人類学者はいない。

## 著名な古人類学者
- 諏訪元 (1954-)
- ロバート・ブルーム (1866–1951)
- レイモンド・ダート (1893–1988)
- ルイス・リーキー (1903–1972)
- ウジェーヌ・デュボワ(1858-1940)